# Vittorio Centurione Scotto
Vittorio Centurione Scotto (Genova, 7 maggio 1900 – Lago di Varese, 21 settembre 1926) è stato un aviatore e militare italiano.
Capitano pilota della specialità idrovolanti, partecipò alla prima guerra mondiale. Dopo aver conquistato il record del mondo di altitudine per idrovolanti fu selezionato per partecipare all'edizione della Coppa Schneider del 1926, ma perì in un incidente di volo il 21 settembre dello stesso anno.

## Biografia

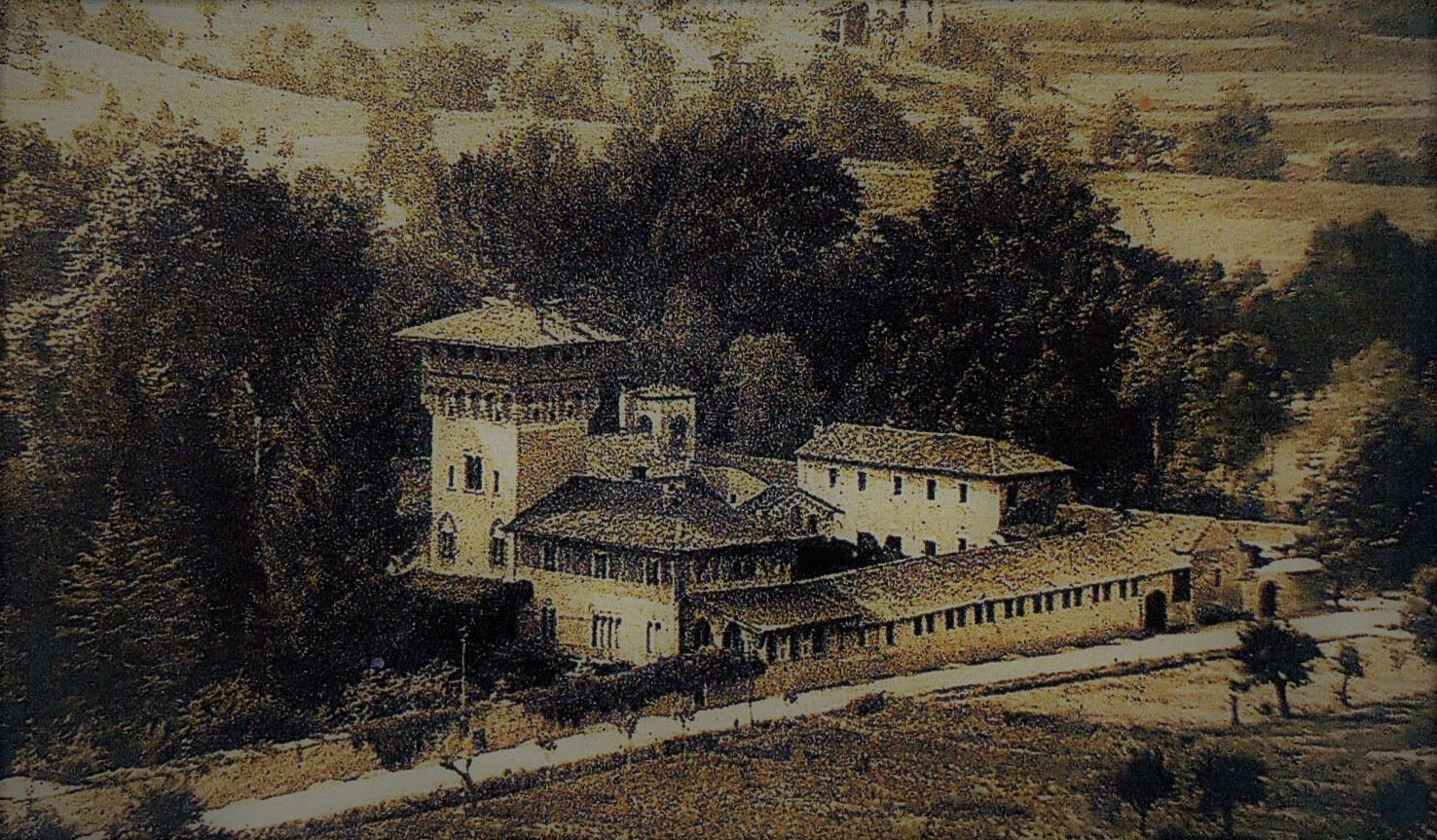
Il castello Centurione Scotto a Millesimo nel 1928

Nacque a Genova il 7 maggio 1900, figlio del marchese e deputato Carlo Centurione Scotto (1877-1958) cultore di ogni forma d'arte e grande appassionato di ippica. e della marchesa Luisa Cattaneo di Belforte (1881-1939). 

Da ragazzo fu da subito ottimo cavallerizzo come il padre, allenandosi nella tenuta del Castello Centurione proprietà di famiglia, ed in seguito si appassionò all'aviazione, e una volta uscito dall'Accademia Navale di Livorno con il grado di ingegnere guardiamarina, fece subito domanda per essere ammesso alla scuola di pilotaggio. 
Conseguito il brevetto di pilota di idrovolanti prese parte alle operazioni belliche in forza dapprima alla 264ª Squadriglia di stanza a Ancona, e poi presso la 263ª Squadriglia basata a Porto Corsini, volando dotata degli idrovolanti FBA Type H e Macchi M.8. Per le sue azioni durante il conflitto fu decorato di una Croce di guerra al valor militare. 
Nel dopoguerra divenne capitano, a soli 21 anni, ed assunse il comando della 187ª Squadriglia in base a Muggiano (La Spezia). 
Durante la sua attività presso la 187ª Squadriglia ebbe modo di insegnare a volare a Stefano Cagna, futuro generale e Medaglia d'oro al valor militare alla memoria. Inoltre ebbe modo di conoscere e fare amicizia con Italo Balbo, durante un volo di stato in Libia.
Detenne il record di altezza di 4550 m con “S16” della “S.I.A.I.” con carico di 500 kg 25/8/1924 (Cronaca Prealpina 29/08/1924). 
Vinse il 3º premio coppa del Re con “M18” - 1921, e 2º premio coppa Miraglia a Venezia - 1925. (Giornale municipale di Genova 31/1/1927).
Compì la trasvolata Tripoli-Tunisi con un Cant, avendo come passeggero il sottosegretario all’economia nazionale Italo Balbo 14/4/1926. (la Stampa 15/04/1926).
Effettuò un ammaraggio in Manfredonia con un Cant 6 ter salvando i passeggeri nel 1925. (Ala Tricolore 12/1987).
Ammarò nel porto di Genova il 20 marzo 1926 con Cant 6 ter sulla linea aerea Torino-Pavia-Venezia-Trieste. A testimonianza del volo con i suoi genitori, numerose foto li ritraggono un'ultima volta insieme. (Rivista del Comune di Genova 31/3/1926). 
Dopo aver battuto il record mondiale di altitudine per idrovolanti fu selezionato dallo stesso Mussolini per partecipare alla Coppa Schneider di velocità per idrovolanti che si sarebbe tenuta a Norfolk nel 1926. 
La squadra italiana, dopo il termine della selezione, risultava composta da lui, dal maggiore Mario de Bernardi, dal capitano Arturo Ferrarin, dal tenente Adriano Bacula e dal capitano Guascone Guasconi.
Dato che i velivoli prescelti per la gara, i nuovi idrovolanti da corsa monoplani Macchi M.39, progettati appositamente dall'ingegnere Mario Castoldi, non erano ancora usciti dagli stabilimenti, gli allenamenti furono effettuati volando a bordo di altri apparecchi a partire dal 18 luglio sull'idroscalo della Schiranna.
Il comandante designato della squadra era il maggiore de Bernardi, un valoroso pilota della prima guerra mondiale. Tra questi e gli altri piloti della squadra, però, sembra non ci fosse molto affiatamento ed egli stesso non si sentiva a proprio agio con de Bernardi che era abituato ad altri sistemi.
Il 21 settembre 1926, durante un allenamento, il maggiore de Bernardi gli disse qualcosa, ed egli decollò immediatamente a bordo del suo idrocorsa, iniziando a volteggiare sulle acque del lago di Varese. Alle 17:20 l'aereo, improvvisamente, entrò in vite e in un attimo scomparve, col suo pilota, nelle acque del lago. Quell'anno, l'edizione della coppa Schneider fu vinta da Mario de Bernardi, con un secondo prototipo corretto e migliorato in prestazioni, dato che il primo andò completamente distrutto. Tra le varie problematiche dichiarate dai suoi colleghi aviatori accorsi in salvataggio immediato invano, emerse che Centurione era ancora legato al seggiolino, con il corpo intatto se non con leggero segno al mento, e non potendo quindi emergere in superficie morì annegato nella parte di lago ora di Varese, in precedenza appartenente al Comune di Cazzago Brabbia (registrato nel medesimo Comune solo il 24/10/1926). (Cronaca Prealpina 22/09/1926)
Vittorio Centurione Scotto fu commemorato in Varese con un corteo dalla Chiesa di San Martino sino alla Basilica Romana di San Vittore ove vennero celebrati i funerali con numerose presenze autorevoli e di popolo. Fu trasportato da Varese a Genova Sampierdarena avvolto nel tricolore per essere tumulato nella cappella di S.Giacomo in Genova Borzoli. (Gazzetta del popolo 22/9/1926). La famiglia ricevette numerosi telegrammi di cordoglio da varie autorità politiche, militari e da colleghi aviatori. (Secolo XIX 28/9/1926). A Millesimo le onoranze religiose solenni si svolsero con la partecipazione di tutta la comunità e rappresentanze politiche, nella Parrocchia della Visitazione di Maria e S.Antonio Abate il 9/10/1926, mentre la madre era disperata raccolta nel dolore al Castello Centurione (Bollettino Municipale di Genova). 
I suoi genitori, disperati, non vollero mai rassegnarsi alla prematura scomparsa del figlio e cercarono di contattarlo invano tramite sedute spiritiche nel castello di famiglia a Millesimo e presso la casa in via Caffaro 12 a Genova, in totale 39 dal 1927 al 1932, con la presenza del medium statunitense George Valiantine nel 1928 e il professore di spiritismo Ernesto Bozzano, ed un'ultima a Genova il 26/02/1997 con il fratello Giacomo Centurione Scotto e lo studioso di paranormale Alfredo Ferraro, nella quale una sedicente medium Anna (Elena di Albaro) fece apparire un Macchi 72 del 1931 (prototipo non ancora inventato ai tempi in cui era in vita Centurione). (Fondazione Bozzano De Boni di Bologna - Modern Psychic Mysteries: Millesimo Castel - Londra 1929). 
L’elogio più meritevole fu espresso dal generale Stefano Cagna di Ormea che fu allievo dello stimato pilota Vittorio Centurione Scotto.
“Centurione… Aviatore brillante e sodo, ebbro di velocità, signore ed uomo di naturale distinzione, era sovrattutto il gentiluomo nella novecentesca forma, concreta in tecniche e professionali responsabilità…”  (Stefano Cagna “L’ultimo volo” di Eugenio Giovannetti - 1942)
La città di Varese lo ha onorato intitolandogli una via, ma ancor prima con il monumento agli aviatori caduti, in Largo Ferrarin, inaugurato il 28/10/1935. (Cronaca prealpina 27/10/1935). 
Nel giugno 2003 gli è stata dedicata la quinta edizione della piccola Coppa Schneider tenutasi sul lago di Varese.
La marchesa Luisa Centurione Scotto, sua madre, ricevette dal Ministero dell’Aeronautica una lettera datata 18/04/1938, con promessa di dedicare l’aeroporto di Genova di futura costruzione, al figlio aviatore deceduto prematuramente: promessa non mantenuta, anche per l’imminente II guerra mondiale e la morte della stessa madre nel 1939, nonché la perdita delle proprietà del padre caduto in povertà lo stesso anno. Gli eredi della famiglia non se ne sono mai interessati a portare avanti la sua memoria. 
A Millesimo, si fecero proposte di intitolargli una via e un parco, ma caddero nell’oblio burocratico politico, anche se con il centenario dell’aeronautica (1923-2023) un pioniere aviatore di tale valore meriterebbe addirittura un Museo, (progetto associazione culturale caarteiv di Millesimo). (La stampa 29/1/1984 - 17/2/1996). 
Liala, scrittrice di oltre ottanta romanzi “rosa”,  racconta del grande amore idilliaco per questo nobile aviatore in “Ombre di fiori sul mio cammino” (1947), “Voci dal mio passato” (1949), e “Diario Vagabondo” (1976), tutti pubblicati quando si era lasciata dall’aviatore Pietro Sordi (convivenza ventennale iniziata già a fine anni ‘20) e si era recata a Millesimo solo nel secondo dopoguerra ad attingere ulteriori fonti letterarie in foto e testimonianze, solo circa 20 anni dopo la scomparsa di Vittorio Centurione Scotto (Sordi e Centurione erano colleghi a Sesto Calende come da foto storiche). 
Liala era invece a Budapest il 21 settembre 1926, (come da lei dichiarato in varie interviste), quando perì Centurione, mentre la vera giovane “fidanzata” di origine milanese di Centurione, (come anche da testimonianza di colleghi aviatori e da Cronaca Prealpina), era presente subito ad onorare la salma allo Schiranna in tale tragico giorno. I genitori con il fratello si recarono subito dalla Liguria appena saputa la triste notizia per onorare la salma. Non era presente la ex fidanzata Vittoria Guerrieri Mirafiori (trisnipote del Re Vittorio Emanuele II e della Bella Rosin), perché lasciata già nel 1925 per la propria carriera aeronautica, comunque già sposata al marito Conte Melchiorre Emilio Gromis di Trana il 7 luglio 1926. (Cronaca Prealpina 22/09/1926). 
A conferma della vera storia privata di Vittorio Centurione Scotto di Millesimo (SV) ci sono testimonianze, foto e giornali che raccontano la pura verità cristallina, pubblicate nel 2018 da Simona Bellone, e circa la relazione ventennale di Liala con l’aviatore Pietro Sordi di Aulla (MS) il libro di Roberto Capuccio edito nel 1998. Nell’immaginario collettivo, i romanzi di Liala hanno fatto sognare molte ragazze, che in quell’epoca avevano il mito della divisa e della nobiltà, ma è giusto ai posteri dare a Cesare quel che è di Cesare, pur rispettando la fama di una scrittrice rinomata.
Dal 1856 gli avi nobiliari di Vittorio Centurione Scotto sono tumulati nella cripta della Cappella di San Giacomo a Genova Borzoli a Sestri Ponente. Vittorio riposa accanto all’amata madre Luisa Cattaneo Di Belforte. Questo ramo nobiliare Centurione Scotto di Marchesi, acquisì il titolo di Principi nel 1942, ma data la prematura scomparsa, madre e primogenito non fecero in tempo a fregiarsi di tale titolo.

### Annotazioni
1. ↑  Appartenente ad una casata che aveva dato alla Repubblica di Genova ben sei dogi, e che, sembra, avesse avuto fra i suoi dipendenti anche Cristoforo Colombo.
2. ↑  Partecipò come legionario con Gabriele D'Annunzio all'Impresa di Fiume.
3. ↑  Durante la sua permanenza presso questo reparto volò in coppia con Pier Luigi Casagrande.
4. ↑  Lui e Cagna trasportarono Balbo a bordo di un idrovolante CANT 6ter durante una visita compiuta dal Duce in Libia. Il volo si svolse da Roma a Tripoli, poi da Tripoli a Tunisi e da Tunisi a Roma. I tre divennero amici.
5. ↑  La notizia della sua selezione fu comunicata al padre Carlo dallo stesso Mussolini durante un colloquio tenutosi a Palazzo Venezia, Roma.
6. ↑  L'incidente sembrò dovuto ad una insufficiente inclinazione dell'apparecchio nelle virate. L'aria, urtando con violenza sulle fiancate dei galleggianti, aveva opposto un'azione superiore alla correzione dei comandi e causato il rovesciamento di tutto l'apparecchio nel senso opposto al giro della curva.
7. ↑  Dapprima il padre cercò il contatto tramite il medium George Vallantine, e poi tramite le sue stesse facoltà.
8. ↑  La madre Luisa morì di crepacuore all'età di cinquantatré anni, mentre suo fratello minore, Giacomo, visse sempre all'ombra del ricordo del fratello e si spense in miseria attorno 1997.

### Fonti
1. 1 2  Ferri 2005, p. 54.
2. ↑   Carlo Centurione Scotto, su Portale storico della Camera dei Deputati.
3. 1 2 3  Antonellini 2008, p. 161.
4. 1 2 3  Giovanetti 1941, p. 10.
5. ↑  Giovanetti 1941, p. 13.
6. ↑  L'Uomo e l'ignoto: enciclopedia di parapsicologia e dell'insolito, diretta da Ugo Dettore. Armenia Editore, Milano, (pagine 250-252).

### Periodici
- Edgarda Ferri, Quel «giro» d'elica nelle officine fece di una terra la patria del volo, in Il Corriere della Sera, Milano, RCS, gennaio 2005,  p. 54.